# Druides (pel·lícula)
Druides (francès: Vercingétorix: La Légende du druide roi) és una pel·lícula èpica de drama històric del 2001 dirigida per Jacques Dorfmann. És protagonitzada per Christopher Lambert, Klaus Maria Brandauer, Inés Sastre, Maria Kavardjikova, Bernard-Pierre Donnadieu i Max von Sydow. Ha estat doblada al català.
La pel·lícula explica la història del cap de tribu gal Vercingetòrix, des de la seva infantesa fins a la seva batalla per salvar la Gàl·lia de la dominació romana a mans de Juli Cèsar. La pel·lícula culmina amb la decisiva batalla d'Alesia.
La novel·la The Druid King de Norman Spinrad és una obra derivada d'una primera versió del guió Druides.

## Trama
L'any 60 aC Gàl·lia, el cap del druida Gutuart i la seva tribu són testimonis del pas d'un cometa i l'interpreten com el signe de l'arribada d'un nou rei per la Gàl·lia. Guttuart va a Gergòvia, la capital de la tribu dels arvernes, per a una reunió de caps. El jove Vercingétorix, juntament amb la jove Eponia, s'endinsen a la caverna on Celtill, el pare de Vercingétorix i cap dels arvernes, acull la reunió. Celtill té la intenció de proclamar-se rei de les Gàl·lies, i mentre llueix la corona que van portar els vells reis, un espia romà disfressat dispara a Celtill amb una fletxa. Gobanittio, germà de Celtill, posa Celtill sota arrest mentre l'espia fuig amb la corona. Vercingétorix intenta arribar al seu pare, però Guttuart impedeix que el jove intervingui i li explica que el destí obliga a Celtill a afrontar el seu destí. El jove Vercingétorix, veient com el seu oncle cremava viu el seu pare, jura venjança.
Anys més tard, l'adult Vercingétorix continua buscant venjança contra el seu oncle. Ell i Guttuart van a una carretera construïda pels romans, però Guttuart fuig en veure l'aproximació de Juli Cèsar i els seus legionaris. Cèsar reconeix Vercingétorix com a líder dels arvernes, i el convida a participar en una invasió de la Gran Bretanya. Vercingétorix torna a Gergòvia i venja la mort del seu pare matant Gobanittio, després li diu a la seva tribu l'oferta de Cèsar de donar la meitat del botí si la tribu s'uneix a l'expedició a Gran Bretanya. A Bibracte, capital de la tribu dels eduens, diversos caps es reuneixen per escoltar Cèsar parlar del seu pla d'invasió. Dumnorix, cap dels edus, és escèptic, així que Cèsar pren els seus fills com a ostatges.
Vercingetòrix es reuneix amb Eponia en una reunió privada amb Cèsar, on Cèsar revela la corona dels reis de la Gàl·lia, i suggereix que Roma escolliu Vercingétorix com a rei de les tribus unides; Vercingétorix es nega, dient que el rei hauria de ser escollit pel destí. Quan Dumnorix ataca una guarnició romana, Cèsar ordena a Vercingétorix que el capturi. Vercingétorix troba Dumnorix, que li diu que van ser els romans qui van orquestrar la mort de Celtill. Dos oficials romans, que han estat seguint Vercingétorix, maten Dumnorix. Vercingetòrix mata un romà i envia l'altre a Cèsar, que s'assabenta que s'ha fet un enemic més que un aliat.
Vercingétorix, després de ser elegit com a líder dels Arvernes a Gergòvia, utilitza tàctiques de terra cremada contra els romans. Després que Vercingétorix mati la guarnició d'Avàricum, Cèsar ordena la massacre dels habitants gals d'Avàricum, després condueix el seu exèrcit a Gergòvia. Els edus també arriben a Gergòvia, però acaben abruptament la seva aliança amb Roma a causa de la massacre d'Avàricum per part de Cèsar. Cèsar maleeix tots els gals i es retira.
Els cabdills gals elegeixen Vercingétorix com a comandant en cap d'un exèrcit gal unit, mentre que Cèsar fa un pacte amb els temibles teutons al riu Rin. Vercingetòrix va a Alesia però Cèsar també hi arriba amb un gran exèrcit per assetjar la ciutat. Durant aquesta batalla d'Alèsia, els romans van construir ràpidament un cercle de fortificacions de setge al voltant de la ciutat, atrapant Vercingétorix i les seves forces. Els problemes en l'elecció d'un comandant per aquest exèrcit de socors gal retarden la seva arribada, però finalment arriben al camp de batalla. Vercingétorix ordena a la nova força que envolta els romans, atrapant-los en un setge entre les dues forces gales. Cèsar és conscient que el seu exèrcit morirà de fam, però el destí intervé quan els gals exigeixen que Vercingétorix els condueixi a la que creuen que serà una batalla decisiva. Vercingetòrix accepta de mala gana, i els guerrers gals corren cap a les fortificacions romanes. Les fortificacions resulten formidables, els romans llancen ràfegues de fletxes i javelines, i Cèsar deixa anar els teutons a la batalla. Els gals són derrotats, conquerits pels romans, i Vercingetòrix deixa les armes i s'agenolla davant Cèsar.
La pel·lícula acaba amb la narració de Guttuart que Vercingétorix, empresonat a Roma, va ser executat per ordre de Cèsar; dos anys més tard, Cèsar va ser assassinat als idus de març del 44 aC a les escales del Senat romà.

## Repartiment
- Christopher Lambert com a Vercingetòrix
- Klaus Maria Brandauer com a Juli Cèsar
- Max von Sydow com a Guttuart
- Inés Sastre com a Eponia
- Denis Charvet com a Cassivelaun
- Bernard-Pierre Donnadieu com a Dumnorix
- Vincent Moscato com a Moscatos
- Jean-Pierre Rives com a cap teutó
- Maria Kavardjikova com a Rhia
- Yannis Baraban com a Litavic

## Recepció
La pel·lícula va ser un fracàs crític i comercial. El cost de producció va ser de 15 milions de dòlars, i la pel·lícula mai es va estrenar àmpliament enlloc fora de França. Es considera una de les pitjors pel·lícules franceses mai fetes i amb les pitjors crítiques rebudes.
El baix pressupost de la pel·lícula, el vestuari anacrònic, la mala escriptura i el càsting pobre es van citar com a raons de la seva terrible actuació.